# Чаратай
Чаратай (рос. б. Чаратай, Очеретай) — маловодна балка в Україні у Чорноморському районі Автономної Республіки Крим, на Тарханкутському півострові, (басейн Чорного моря).

## Опис
Довжина балки 5,6 км, площа басейну водозбору 13 км², найкоротша відстань між витоком і гирлом — 4,41 км, коефіцієнт звивистості річки — 1,27. Формується декількома балками, одна з яких Шепшінная.

## Розташування
Бере початок на південно-східній стороні від села Красносільське (до 1944 року — Кунан, крим. Qunan)  та на південних схилах Тарханкутської височини. Тече переважно на південний захід через колишнє село Чокрак і у селі Окунівка (до 1944 року — Тарпанчі, крим. Tarpançı)  впадає у Чорне море.

## Цікаві факти
- Від витоку балки на північно-східній стороні на відстані приблизно 1,72 км розташована сучасна Тарханкутська ВЕС[3][5].
- На правому березі балки розташоване урочище Пасовиське[1].
- У XIX столітті у колишньому селі Чокрак існував 1 вітряяний млин[4], а селі Біюк-Тарпанча (Окунівка) — прикордонна застава[4].
- На карті Федора Чорного 1790 року балка підписана, як річка Кара-мули (єдина на Тарханкуті)[6].